# La Masó
La Masó település Spanyolországban, Tarragona tartományban. La Masó Valls, Vallmoll, El Rourell, Alcover és El Milà községekkel határos. Lakosainak száma 288 fő (2024).

## Népesség
A település népessége az elmúlt években az alábbi módon változott:
| Lakosok száma | 87   | 329  | 326  | 298  | 288  | 287  | 298  | 288  | 276  | 288  |
|               | 1717 | 1887 | 1936 | 1960 | 1986 | 2004 | 2009 | 2014 | 2019 | 2024 |